# Stanisław Górski
Stanisław Górski, född den 8 september 1497 (eller 1499), död den 12 mars 1572 i Kraków, var en polsk historiker.
Górski blev efter teologiska och juridiska studier i Kraków och Padua sekreterare hos biskop Piotr Tomicki i Kraków och sedan domherre, var på sin tid en av Polens lärdaste män och samlade de så kallade "Acta tomiciana" (27 band), en storartad samling av för Polens historia viktiga dokument för tiden 1507-1548, vilka Górski själv till största delen avskrev efter dåtida urkunder, brev och politisk-diplomatiska skrifter och som 1852 började utges av trycket.